# مرتضی مطهری
مرتضی مطهری فریمانی (۱۳ بهمن ۱۲۹۸ – ۱۱ اردیبهشت ۱۳۵۸) روحانی شیعه، استاد فلسفهٔ اسلامی و کلام اسلامی و تفسیر قرآن، عضو هیئت موتلفه اسلامی و از نظریه‌پردازان نظام جمهوری اسلامی ایران بود. وی پیش از انقلاب ۱۳۵۷ استاد دانشکده الهیات دانشگاه تهران بود و پس از انقلاب به ریاست شورای انقلاب منصوب شد.مطهری، از شاگردان خمینی و بنیان‌گذاران و عضو مکتب متاع بود؛ و در شامگاه ۱۱ اردیبهشت ۱۳۵۸ پس از آخرین جلسه مکتب متاع، در منزل یدالله سحابی پس از خروج از جلسه، در خیابان پارک امین الدوله، هدف گلولهٔ یکی از افراد گروه فرقان قرار گرفت و پس از انتقال به بیمارستان طرفه کشته شد. سید روح‌الله خمینی علاقهٔ زیادی به وی داشت، تا آن‌جا که پس از مرگش گفت: «فرزند عزیزی را که پارهٔ تنم و حاصل عمرم بود، از دست دادم». در ادبیات نظام جمهوری اسلامی ایران از وی با عنوان «معلم شهید» یاد شده است.

## زندگی

### کودکی و نوجوانی
مرتضی مطهری در ۱۳ بهمن ۱۲۹۸ در شهر فریمان از توابع مشهد در خانواده‌ای روحانی با اصالت سیستانی زاده شد. پدرش شیخ محمد حسین کیخا (مطهری)، نوه شیخ محمد علی کیخا از معتمدین سیستان از دهکده کنگ پیران بخش پشت‌آب شهرستان زابل بود. محمد علی کیخا بیش از یک قرن پیش برای نزدیکی بیشتر به حرم امام رضا و حوزه علمیه مشهد از شهرستان زابل در استان سیستان و بلوچستان به شهرستان فریمان در استان خراسان مهاجرت کرد. مرتضی مطهری در کودکی برای فراگیری دروس ابتدایی به مکتبخانه رفت. در سن دوازده سالگی به حوزه علمیه مشهد رفت و به تحصیل مقدمات علوم اسلامی پرداخت. در سال ۱۳۱۶ برای تکمیل تحصیلات خود عازم حوزه علمیه قم شد. اندکی پیش از سفر مطهری به قم، عبدالکریم حائری یزدی، بنیان‌گذار حوزه علمیه درگذشته بود و ریاست حوزه را سه تن از مدرسان بزرگ آن سید محمد حجت، سید صدرالدین صدر و سید محمدتقی خوانساری به عهده گرفته بودند.
محمد حسین، پدر مرتضی مطهری از شخصیت‌های مورد توجه در روستای فریمان بوده است. پدر مطهری از شاگردان آخوند خراسانی بوده است. پدر مطهری در سال ۱۳۵۰ شمسی در سن ۱۰۱ سالگی فوت کرد. گفته می‌شود که مادر وی اطلاعاتی دربارهٔ طب سنتی داشت و به معالجه زنان روستای فریمان می‌پرداخته است. مطهری از پدر خود با عنوان طبیب روحانی و از مادرش با عنوان طبیب جسمانی یاد کرده است.

### جوانی و تحصیلات

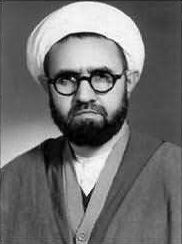
مرتضی مطهری در جوانی

مطهری نزد محمد صدوقی، کتاب «مطوّل» را فراگرفت و نزد سید شهاب‌الدین مرعشی نجفی، «شرح لمعه» را آموخت. در دوره اقامت پانزده ساله خود در قم از سید حسین طباطبایی بروجردی (در فقه و اصول) و روح‌الله خمینی (به مدت ۱۲ سال در فلسفه و اصول) و سید محمدحسین طباطبائی (در فلسفه: الهیات کتاب شفای بوعلی و دروس دیگر) بهره گرفت. به گفتهٔ سید عباس صالحی، وی هوش سرشاری در یادگیری داشت.
قبل از نقل مکان سید حسین طباطبایی بروجردی به قم، مطهری گاهی به بروجرد می‌رفت و از درس وی استفاده می‌کرد. وی مدتی نیز از درس و بحث اخلاقی حاج میرزا علی آقا شیرازی بهره برد. سید محمد حجت (در اصول) و سید محمد محقق داماد (در فقه) از استادان دیگر مرتضی مطهری بودند. وی در مدت اقامت خود در قم علاوه بر تحصیل علم، در امور اجتماعی و سیاسی نیز مشارکت داشت و از جمله با فدائیان اسلام در ارتباط بوده است.

### خانواده
مطهری در سال ۱۳۳۱ با عالیه روحانی، دختر یکی از روحانیون مشهد ازدواج کرد. حاصل این پیوند چهار دختر و سه پسر است. علی مطهری و محمد مطهری دو تن از فرزندان او هستند.
عباس‌هادی‌زاده مهندس نساجی، احمد یزدی داروساز، علی لاریجانی رئیس پیشین مجلس شورای اسلامی و مجید عباسپور دکتری محیط زیست و استاد دانشگاه صنعتی شریف دامادهای اویند.

### مهاجرت به تهران
مطهری در سال ۱۳۳۱ از قم به تهران مهاجرت کرد، و در این شهر به تدریس در مدرسه مروی و تألیف و سخنرانی‌های تحقیقی پرداخت. در سال ۱۳۳۴ اولین جلسه تفسیر انجمن اسلامی دانشجویان توسط مطهری تشکیل گردید، و در همان سال تدریس خود را در دانشکده الهیات و معارف اسلامی دانشگاه تهران را آغاز کرد. در سال‌های ۱۳۳۷ و ۱۳۳۸ و پس از تشکیل انجمن اسلامی پزشکان، مطهری به یکی از سخنرانان اصلی این انجمن تبدیل گشت. وی در طول سال‌های ۱۳۴۰ تا ۱۳۵۰ سخنران منحصربه‌فرد این انجمن بود.

## فعالیت‌های سیاسی
مرتضی مطهری در فعالیت‌های سیاسی در کنار روح‌الله خمینی بود، به‌طوری که می‌توان سازماندهی قیام ۱۵ خرداد ۱۳۴۲ در تهران و هماهنگی آن با روح‌الله خمینی را مرتبط تلاش‌های او و اطرافیانش دانست. وی در ساعت ۱ بعد از نیمه شب روز چهارشنبه ۱۵ خرداد ۱۳۴۲ به دنبال یک سخنرانی علیه محمدرضا شاه پهلوی به وسیله پلیس دستگیر و پس از انتقال به زندان موقت شهربانی به همراه تعدادی از روحانیون تهران زندانی شد. پس از ۴۳ روز به دنبال مهاجرت علمای شهرستان‌ها به تهران و فشار مردم، به همراه سایر روحانیون از زندان آزاد شد.
پس از تشکیل هیئت‌های مؤتلفه اسلامی، مطهری از سوی روح‌الله خمینی به همراه چند تن دیگر از شخصیت‌های روحانی عهده‌دار رهبری این هیئت‌ها گشت. پس از ترور حسنعلی منصور نخست‌وزیر وقت توسط محمد بخارایی، کادر رهبری هیئت‌های موتلفه شناسایی و دستگیر شد.

## فعالیت‌های علمی – فرهنگی
پس از ترور حسنعلی منصور، مطهری به تألیف کتاب و ایراد سخنرانی در دانشگاه‌ها، انجمن‌های اسلامی، نهضت اسلامی پزشکان، مسجد هدایت و مسجد جامع نارمک ادامه داد. او به یک نهضت اسلامی معتقد بود و برای اسلامی کردن محتوای نهضت تلاش‌های ایدئولوژیک بسیاری نمود. از جمله مهم‌ترین این اقدامات می‌توان به کمک به تأسیس حسینیه ارشاد در سال ۱۳۴۶ اشاره کرد. پس از مدتی به علت اختلاف نظر با برخی از اعضای هیئت مدیره، در سال ۱۳۴۹ از عضویت هیئت مدیره آن مؤسسه استعفاء داد و آن را ترک گفت.

## تبلیغ برای آوارگان فلسطینی
در سال ۱۳۴۸ به خاطر صدور اعلامیه‌ای با امضای وی و سیدمحمدحسین طباطبایی و سید ابوالفضل موسوی زنجانی مبنی بر جمع اعانه برای کمک به آوارگان فلسطینی و اعلام آن طی یک سخنرانی ضداسرائیلی در حسینیه ارشاد دستگیر شد و مدت کوتاهی در زندان انفرادی به سر برد. از سال ۱۳۴۹ تا ۱۳۵۱ برنامه‌های تبلیغی مسجد الجواد را زیر نظر داشت و غالباً خود سخنران اصلی بود، تا این که آن مسجد و به‌دنبال آن حسینیه ارشاد تعطیل گردید و بار دیگر مطهری دستگیر شد و مدتی در زندان بود. پس از آن مطهری سخنرانی‌های خود را در مسجد جاوید و مسجد ارک و غیره ایراد می‌کرد. بعد از مدتی مسجد جاوید نیز تعطیل گردید. در حدود سال ۱۳۵۳ ممنوع‌المنبر گردید و این ممنوعیت تا پیروزی انقلاب ۱۳۵۷ ادامه داشت.

## مبارزه با التقاط
از مهم‌ترین فعالیت‌های او ارائه ایدئولوژی اسلامی از طریق تدریس و سخنرانی و تألیف کتاب متعدد است. به باور مطهری، اهمیت این‌گونه فعالیت فرهنگی به ویژه در سال‌های ۱۳۵۱ تا ۱۳۵۷ به خاطر افزایش تبلیغات گروه‌های مارکسیستی و پدید آمدن گروه‌های مسلمانی با گرایش‌های مارکسیستی (مثل مجاهدین خلق ایران) -که مطهری آن را پدیده «التقاط» می‌نامید- به اوج خود رسید. گذشته از روح‌الله خمینی، مطهری نیز دیگران را از همکاری با سازمان مجاهدین خلق ایران بازمی‌داشت. در این سال‌ها مطهری به توصیه روح‌الله خمینی هفته‌ای دو روز برای تدریس به قم می‌رفت و هم‌زمان در تهران نیز به تدریس در منزل ادامه می‌داد. در سال ۱۳۵۵ به دنبال اختلاف با یکی از استادان دانشکده الهیات زودتر از موعد مقرر بازنشسته شد. همچنین در طول این سال‌ها، مطهری با همکاری تنی چند از شخصیت‌های روحانی، «جامعه روحانیت مبارز تهران» را بنیان گذارد بدان امید که روحانیت شهرستان‌ها نیز به تدریج چنین سازمانی پیدا کند.

## مخالفت با دین‌ناباوران
دربارهٔ اختلاف مرتضی مطهری با امیرحسین آریان‌پور - که یکی از دین‌ناباوران بود - نوشته شده است که آریان‌پور را به دلیل اعتقادات مارکسیستی‌اش مورد نقد قرار می‌داد و معتقد بود کسی که دیدگاه‌های مارکسیستی را ارائه می‌دهد نباید در دانشکده الهیات، تدریس کند.

## ارتباط با خمینی و انقلاب

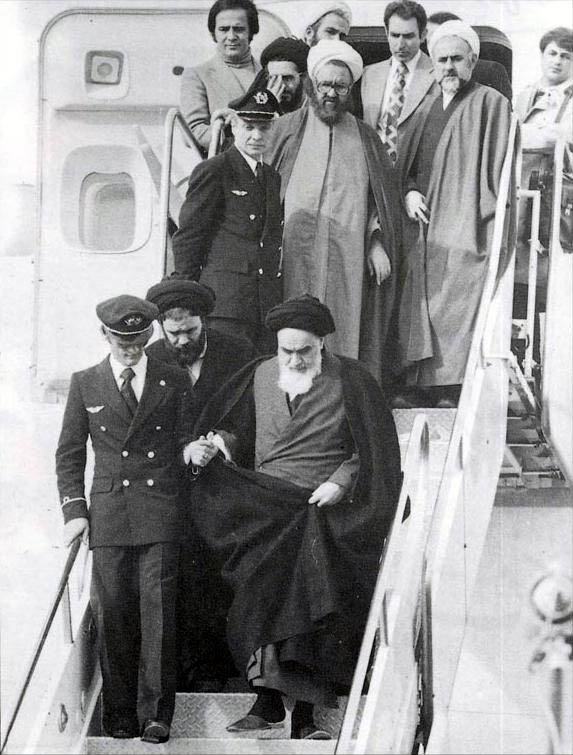
مطهری همراه روح‌الله خمینی در لحظه ورود او به ایران در بهمن ۱۳۵۷

گرچه ارتباط مرتضی مطهری با سید روح‌الله خمینی پس از تبعید او از ایران با نامه و غیره استمرار داشت؛ ولی در سال ۱۳۵۵ موفق گردید که به نجف سفر کرده و ضمن دیدار با خمینی دربارهٔ مسائل مهم نهضت و حوزه‌های علمیه با وی مشورت نماید. پس از مرگ سید مصطفی خمینی و آغاز دوره جدید نهضت اسلامی، مطهری به‌طور تمام‌وقت درخدمت نهضت قرار گرفت. وی در دوران اقامت روح‌الله خمینی در پاریس نیز سفری به آن شهر نمود. در همین سفر خمینی او را مسؤول تشکیل شورای انقلاب کرد. هنگام بازگشت روح‌الله خمینی به ایران، مطهری مسؤولیت کمیته استقبال از امام را شخصاً به عهده گرفت. خمینی پس از مرگ وی، در پیام جداگانه‌ای خطاب به جوانان و روشنفکران، آنان را توصیه به استفاده از کتب مرتضی مطهری کرد.

## ترور
مطهری در شامگاه روز سه‌شنبه ۱۱ اردیبهشت ۱۳۵۸ پس از پایان آخرین جلسه مکتب متاع در منزل یدالله سحابی واقع در پیچ شمیران به همراه مصطفی کتیرائی و حاج‌طرخانی در تاریکی شب و پس از خروج از جلسه در خیابان امین‌الدوله هدف گلولهٔ یکی از افراد گروه فرقان قرار گرفت و پس از انتقال به بیمارستان طرفه درگذشت. قاتلان او سه نفر به نام‌های محمدعلی بصیری، حمید نیکنام و وفا قاضی‌زاده بودند.
شهرداری منطقه ۱۱ در دهه شصت شمسی در محل ترور او یک یادمان نصب کرد که هنوز وجود دارد.

## اندیشه‌شناسی

### مخالفت با سنت‌های خرافی رایج در ایران و اسلام
مرتضی مطهری با بسیاری از سنت‌هایی که خرافی می‌دانست، مخالف بود؛ از جمله: نحس بودن 13 به‌در و نحس بودن چهارشنبه‌سوری و پریدن از روی آتش به نیت دوری از بیماری، نحس بودن روزهای مختلف نزد مسلمانان از جمله: چهارشنبه و ... . تطیر یا فال بد زدن، اعتقاد به تأثیر کواکب (ستارگان) بر سرنوشت انسان و ... . او این مطالب را در سخنرانی‌ای با عنوان دفاع از 13 بیان کرده است. او همچنین به این باور داشت که اسلام و ایران به یکدیگر خدمات متقابل داشته‌اند. با توجه به متن کتاب و نیز صوت کامل سخنرانی مطهری، متن زیر، متنی تحریف شده است که منظور او را وارونه جلوه داده است:
مرتضی مطهری در مورد نمادهای باستانی ایران (نوروز و چهارشنبه سوری) این‌گونه گفته است:
به‌خدا ننگ این مردم است که روز سیزده و این ایام را به عنوان جشن سیزده بدر بیرون می‌رن. ننگ باشه بر اینها که به عنوان پرورش افکار این‌ها را به مردم نمی‌گویند و شما احمقها هم این حرکات را هر سال انجام می‌دهید بلکه آن‌ها شما بدبختهای احمق را تمجید می‌کنند تشویق می‌کنند اینها از اسلام نیست اینها ضداسلام است… نیاکان ما در گذشته جشن می‌کردن؛ پس ما هم باید چنین کنیم چهار شنبه آخر سال می‌شود؛ بسیاری از خانواده‌ها که باید بگویم خانواده احمقها آتش روشن می‌کنند و هیزمی روشن می‌کنند و آدمهای سر و مر و گنده با آن هیکلهای نمی‌دانم چنین و چنین از روی آتش می‌پرن که ای آتش زردی من از تو سرخی تو از من این چقدر حماقت است خب چرا چنین می‌کنید می‌گویند پدران ما چنین می‌کردند ما نیز چنین می‌کنیم اگر پدران شما چنین می‌کردند و شما می‌بینید که آن کار احمقانه است و دلیل خریت پدران شما است رویش را بپوشید چرا این سند حماقت را سال به سال تجدید می‌کنید؛ این یک سند حماقت است که شما هی می‌کوشید که این سند حماقت را زنده نگهدارید و بگویید ماییم که چنین پدران خری داشته‌ایم… پس شما باید بگویید که الحمدالله در روز نحس قرار نگرفته‌ایم؛ اتفاقاً باید بدانیم که الان تمام روزهای ما نحس هست روز اول فروردین‌ماه هم نحس است بین روز اول و دوم و سوم و چهارم فروردین؛ دوازدهم و سیزدهم فروردین هم نحس است ما از این نحس باید خارج بشیم چه باید بکنیم؟؛ بریم بیرون سبزه‌ها را گره بزنیم از نحسی خارج می‌شیم؟ با سمنو پختن از نحسی خارج می‌شیم؟ با پهن کردن سفره هفت سین از نحسی خارج میشیم؟ بیچاره بد بخت چرا خانه‌ات را ول می‌کنی می‌ری بیرون؛ از این کارهای زشت بیا بیرون از این عادت زشت بیرون بیا؛ از این حرکات زشت خودت خارج شو تا از نحوسات بیای بیرون از این حرکات زشت و کثیف و پلید که به آن گرفتار هستی خارج شو تا از نحوست بیای بیرون سیزده چه گناهی دارد؟ از سمنو چه کاری ساخته است؟ از سبزه و هفت سین چه کاری ساخته است؟

### فلسفه اسلامی
مرتضی مطهری برخلاف کسانی چون فردید که فلسفه اسلامی را ذاتاً یونانی می‌دانند، برای فلسفه اسلامی اصالت خاصی قائل است. از این روی نه تنها مانند فردید و اصحاب مکتب تفکیک، فلسفه اسلامی را مغایر با اندیشه اصیل اسلامی نمی‌داند، که حتی در ریشه یابی آن به متون دینی نیز رجوع می‌کند. از نظر مطهری اکثر فلاسفه اسلامی شیعه بودند، چرا که عقل شیعی از ابتدا عقل فلسفی بود.

### کمونیسم
مطهری در نقد معرفت‌شناسی مارکسیسم معتقد بود که ادراک امری مادی نیست و مغز فقط یک ابزار است و عمل ادراک به وسیله روح غیرمادی صورت می‌گیرد. او همچنین معتقد بود که پل ارتباطی میان ذهن و خارج ماهیت است و مفاهیم ذهنی آثار مصادیق خارجی را ندارند. به‌طور مثال اگر جسم خارجی دارای حرکت است نیازی نیست که صورت ذهنی آن هم متحرک باشد. حرکت لازمه وجود خارجی است، نه وجود ذهنی.

#### کتاب اصول فلسفه و روش رئالیسم
مهدی خلجی می‌نویسد: 
«مهم‌ترین نماینده فلسفه اسلامی در آن دوره، محمدحسین طباطبایی در خانه خود در شهر قم مجلس درسی برقرار کرد در نقد مبانی فلسفی کمونیسم. اما آشنایی او و شاگردان‌اش از کمونیسم محدود به جزوه‌ها و مجله‌های فارسی حزب توده بود. حاصل این درس‌ها کتابی با عنوان «اصول فلسفه و روش رئالیسم» شد که با پانوشت‌های مرتضی مطهری در سال ۱۳۳۲ به چاپ رسید. این کتاب بر پایه نوشته‌های تقی ارانی، بنیان‌گذار فکری حزب توده ایده‌های فلسفی کمونیسم را نقادی می‌کرد.»
 خلجی بر این باور است که سراسر کتاب اصول فلسفه و روش رئالیسم بر این گمان استوار است که نوشته‌های ارانی، بهترین نمونهٔ آثار مارکسیستی است؛ در حالی که کسی که جهان‌بینی فلسفی مارکسیسم را از منابع اصلی‌اش بشناسد، کتاب طباطبایی و پانوشت‌های شاگردش [مطهری] را نقدی کمابیش بی‌ربط می‌یابد.

### تمدن اسلامی
مسئله عقب‌ماندگی جوامع مسلمان از دغدغه‌های فکری مطهری بود که سال‌ها او را به خود مشغول کرد. مطهری نظریه‌ای را که علت انحطاط تمدن‌ها را همان علل ایجاد آن می‌داند را مورد قبول نمی‌داند. به عقیده او یکی از عوامل انحطاط مسلمانان فهم غلط آن‌ها از دین است.

### جامعه مرده و جامعه زنده
یکی از دوستان ما … می‌گفت جامعه را از روی منطق ماشین دودی می‌شناسم:
وقتی بچه بودم منزلمان در حضرت عبدالعظیم بود و آن زمان قطار راه‌آهن به صورت امروز نبود و فقط همین قطار تهران- شاه عبدالعظیم بود. من می‌دیدم که قطار وقتی در ایستگاه ایستاده بچه‌ها دورش جمع می‌شوند و آن را تماشا می‌کنند و … احترام و عظمتی برای آن قائل هستند. . .
..... همین‌که راه می‌افتاد بچه‌ها می‌دویدند، سنگ برمی‌داشتند و قطار را مورد حمله قرار می‌دادند. من تعجب می‌کردم که اگر به این قطار باید سنگ زد چرا وقتی که ایستاده یک ریگ کوچک هم به آن نمی‌زنند، و اگر باید برایش اعجاب قائل بود اعجابِ بیشتر در وقتی است که حرکت می‌کند. .
این معمّا برایم بود تا وقتی که بزرگ شدم و وارد اجتماع شدم. دیدم این قانون کلی زندگی ما ایرانیان است که هرکسی و هر چیزی تا وقتی که ساکن است مورد احترام است. تا ساکت است مورد تعظیم و تبجیل است، اما همین‌که به راه افتاد و یک قدم برداشت نه تنها کسی کمکش نمی‌کند بلکه سنگ است که به طرف او پرتاب می‌شود. .
این نشانه یک جامعه مرده است، ولی یک جامعه زنده فقط برای کسانی احترام قائل است که متکلّم هستند نه ساکت، متحرّکند نه ساکن، باخبرترند نه بی‌خبرتر.

### ولایت فقیه
مطهری دربارهٔ ولایت فقیه می‌گوید:
«مسئله ولایت فقیه این نیست که فقیه خودش در رأس دولت قرار می‌گیرد، خودش می‌خواهد عملاً حکومت کند و مجری باشد. نقش فقیه در یک کشور اسلامی که ملتزم و متعهد به اسلام است و اسلام را به عنوان یک ایدئولوژی پذیرفته است نقش یک ایدئولوگ است نه نقش یک حاکم. وقتی که مردم آن ایدئولوژی را پذیرفته‌اند قهراً برای ایدئولوگ هم نقشی قائل هستند یعنی اوست که نظارت می‌کند بر این که این ایدئولوژی درست اجرا می‌شود یا نه، آیا این شخص که می‌خواهد رئیس دولت بشود و به عنوان مجری قانون در کادر اصول این ایدئولوژی حرکت کند صلاحیت چنین کاری را از نظر آن ایدئولوژی دارد یا ندارد؟ ولایت فقیه ولایت ایدئولوژیک است و اساساً خود فقیه را مردم انتخاب می‌کنند. این خودش عین دموکراسی است. اگر ولایت فقیه یک امر انتصابی می‌بود، مثلاً هر فقیهی به وسیله فقیه قبل از خودش به‌طور خاص تعیین شده بود ممکن بود بگوییم که این برخلاف اصول دموکراسی و نظیر سلطنت موروثی است؛ ولی، فقیه را برخلاف سلطان و شاه خود مردم انتخاب می‌کنند، رهبر را خود مردم انتخاب کردند و خود مردم انتخاب می‌کنند، مرجع را خود مردم به عنوان یک صاحب نظر در این مکتب انتخاب می‌کنند و بنابراین، این چه منافاتی دارد با اصول دموکراسی و چه تناقضی هست میان جمهوری بودن و اسلامی بودن؟ آیا این که شکل حکومت موقت باشد و محتوا اسلامی باشد تناقض است؟ یعنی اگر شکل حکومت دائمی و موروثی بود دیگر با اسلامی بودن تناقض نداشت؟ چه رابطه‌ای میان این دو است؟»

### روحانیت شیعه
مطهری ضمن اشاره به جایگاه مهم سازمان روحانیت و برخی امتیازات آن بر وجود پاره‌ای نواقص و ضرورت اصلاح آن تأکید می‌ورزد.. وی از جمله مهم‌ترین نقاط ضعف سازمان روحانیت را نحوه تأمین بودجه آن می‌داند که به‌طور مستقیم توسط مردم در قالب ارائه وجوهات صورت می‌گیرد. به اعتقاد وی این مسئله با وجود برخی امتیازات، دارای این اشکال است که آزادی و حریّت عقیده روحانیت را در برابر مردم مخدوش می‌سازد،

## آثار دربارهٔ او
- انتشارات صدرا (تهیه و تنظیم)؛ سیری در زندگانی استاد مطهری؛ با مقاله‌ای از: علی‌اکبر هاشمی رفسنجانی؛ چاپ چهارم (با اضافات): تهران و قم، انتشارات صدرا، مرداد ۱۳۷۶؛ ۲۸۴ ص. رقعی، تصویر، سند.
- انجمن اسلامی دانشجویان دانشکدهٔ فنی، دانشگاه تبریز (تحقیق، گردآوری و تنظیم)؛ انفکاک تعقّل از تدین) بررسی علل و زمینه‌های خارجیگری و ممیزات خوارج از دیدگاه استاد شهید مرتضی مطهری؛ بی‌چا (فتوکپی): هیئت مکتب‌الشهدای انجمن اسلامی دانشجویان دانشگاه تبریز و علوم پزشکی، رمضان ۱۴۱۹ هـ.ق. ۲۰ ص. رقعی.
- خانهٔ فرهنگ جمهوری اسلامی ایران (مترجم)؛ المطهری‌العبقری‌الرسالی (دراسة لأفکاره من خلال‌الموتمرالدولی عقد فی دمشق)؛ [چاپ اول]: سوریه، دمشق، خانهٔ فرهنگ جمهوری اسلامی ایران، ۱۴۱۱ هـ.ق. ۲۴۰ ص. وزیری.
- [سپاه پاسداران انقلاب اسلامی تبریز (تهیه و تنظیم)]، خبره و خبرگان از دیدگاه مرحوم علامه طباطبایی [و] استاد شهید مطهری؛ بی‌چا (فتوکپی): تبریز، سپاه پاسداران انقلاب اسلامی تبریز، بی‌تا: ۴۰ ص. جیبی، تصویر.
- نگارش، حمید و علی باقی نصرآبادی؛ نگارش، حمید و علی باقی نصرآبادی؛ استاد مطهری و دغدغهٔ اسلام اصیل؛ چاپ اول:

تهران و قم، انتشارات لوح محفوظ، ۱۳۷۹؛ ۲۴۰ ص. رقعی.
- استاد مطهری و دغدغهٔ اسلام اصیل؛ چاپ اول: تهران و قم، انتشارات لوح محفوظ، ۱۳۷۹؛ ۲۴۰ ص. رقعی.
- واثقی‌راد، محمدحسین (گردآوری)؛ مطهری مطهر اندیشه‌ها (جلد دوم)؛ چاپ اول: قم، مرکز انتشارات دفتر تبلیغات اسلامی حوزهٔ علمیهٔ قم، اردیبهشت ۶۴؛ ۵۰۰ ص. وزیری، تصویر، سند.
- کتاب‌شناسی توصیفی استاد مرتضی مطهری؛ میراحمد باقرزاده ارجمندی؛ تبریز، مؤسسهٔ تحقیقاتی علوم اسلامی ـ انسانی دانشگاه تبریز، ۱۳۸۱.

## موزه
در سال ۱۳۴۶ به دلیل تأسیس حسینیه ارشاد و با اصرار دوستان خود برای نزدیکی به حسینیه، به خیابان دولت، محله قلهک نقل مکان کرد. وی در مدت ۹ سال اقامت خود در این خانه (از ۱۳۴۶ تا ۱۳۵۵) که بیشترین زمان را نسبت به بقیه سال‌های سکونت خود در تهران داشت، بیشترین آثار خود را در این خانه تألیف کرد. این خانه که در دو طبقه بنا شده است از سال ۱۳۶۸ تبدیل به موزه شده است. در طبقه اول این موزه دست‌نوشته‌ها و وسایل شخصی مطهری و در طبقه دوم کتاب‌های او به نمایش درآمده است. قرائت خانه‌ای هم در طبقه دوم این خانه برای مطالعه آثار او وجود دارد. این موزه سمینارها و نشست‌هایی نیز دربارهٔ آثار مطهری برگزار می‌کند.

## یادبود
در دهه ۱۳۶۰، شهرداری منطقه ۱۱ تهران بنای یادبود کوچکی در نزدیکی محل ترور مرتضی مطهری در خیابان پارک امین‌الدوله در محله دروازه شمیران شهر تهران برپا کرد.
روز ۱۲ اردیبهشت را، که پیش از آن به یاد ابوالحسن خانعلی روز معلم نامگذاری شده بود، پس از درگذشت مطهری در ۱۱ اردیبهشت، و با یک روز تأخیر به نام وی نامگذاری کردند.
همچنین در اولین دوره همایش چهره‌های ماندگار که در سال ۱۳۸۰ برگزار شد مرتضی مطهری به عنوان تنها منتخبی که در قید حیات نبود برگزیده شد.
همچنین دبیرستانی پسرانه بزرگ و معروف هیئت امنایی در منطقهٔ ۶ تهران به یاد او نامگذاری شده است